# Coniochaeta ellipsoidea
Coniochaeta ellipsoidea är en svampart som beskrevs av Udagawa 1967. Coniochaeta ellipsoidea ingår i släktet Coniochaeta och familjen Coniochaetaceae.   Inga underarter finns listade i Catalogue of Life.